# 四氟化碳
四氟化碳，又称为四氟甲烷、Freon-14及R 14，是一種鹵代烴（化學式：CF4）。它既可以被視為一种鹵代烴、鹵代甲烷、全氟化碳，也可以被视为一种无机化合物。
零下198 °C時，四氟化碳具有單斜的結構，晶格常数为a = 8.597, b = 4.433, c = 8.381 (.10-1 nm), β = 118.73° 。

## 附加物理性質
| 性質                           | 數值                   |
| ------------------------------ | ---------------------- |
| 密度 (ρ)，-196 °C （固態）     | 1.943 g.cm-3           |
| 密度 (ρ)，-183 °C              | 1.89 g.cm-3            |
| 密度 (ρ)，-127.8 °C （液態）   | 1.603 g.cm-3           |
| 密度 (ρ)，-80 °C （氣態）      | 1.317 kg.m-3           |
| 密度 (ρ)，15 °C （氣態）       | 3.72 kg.m-3            |
| 密度 (ρ)，21 °C （氣態）       | 3.858 kg.m-3           |
| 三相點溫度 (Tt)                | -183.7 °C (89.4 K)     |
| 臨界溫度 (Tc)                  | -45.5 °C (227.6 K)     |
| 臨界壓力 (pc)                  | 3.793 MPa (37.43 bar)  |
| 臨界體積 (Vc)                  | 0.142 dm3.mol-1        |
| 臨界壓縮性 (Zc)                | 2.77                   |
| 熔化潛熱 (lf)，三相點          | 8.09 kJ.kg-1           |
| 蒸發潛熱 (lv)，-127.8 °C       | 135.7 kJ.kg-1          |
| 比熱容 (cp)，固定壓强，30 °C   | 58 J.mol-1.K-1         |
| 比熱容 (cp)，固定壓强，-145 °C | 80.08 J.mol-1.K-1      |
| 比熱容 (cv)，固定体積，30 °C   | 49 J.mol-1.K-1         |
| 熱容量比 (κ)，30 °C            | 1.178571               |
| 壓縮性因子 (Z)，15 °C          | 0.9981                 |
| 离散因子 (ω)                   | 0.177                  |
| 偶極矩                         | 0 D                    |
| 黏度 (η)，0 °C                 | 16.1 μPa.s (0.0161 cP) |
| 黏度 (η)，-60.3 °C             | 17.0 μPa.s (0.0170 cP) |
| 表面張力 (σ)，-80 °C           | 6.4 mN.m-1             |
| 熱導率 (λ)，0 °C               | 15.03 mW.m-1.K-1       |

## 歷史
1926年，首次制得純淨的四氟化碳。

## 生產
在實驗室内，四氟化碳可由以下的反應獲取：
SiC + 2F2 → CF4 + Si
也可以由二氧化碳、一氧化碳或光氣与四氟化硫的氟化作用来获取。商業上可由氟與二氯二氟甲烷或氯三氟甲烷的反應製备。另一個方法是用碳電極電解氟化物MF、MF2。
四氟化碳，像其他氟代烃一样，是十分穩定的，这是因為C-F鍵很强，键能為515 kJ.mol-1（参见环境影响）。因此不与酸及氫氧化物反应，但是會跟鹼金屬发生爆炸性反應。熱分解會產生剧毒的氣體（碳酰氟、一氧化碳，如果有水存在，还会产生腐蝕性的氟化氫）。
四氟化碳微溶於水（約20 mg.l-1），但可與乙醇、乙醚及石油醚混溶。

## 用途
四氟化碳有時會用作低溫冷卻劑。它可用於電路板的製造，以及製造绝缘物質和半導體。它是用作氣體蝕刻劑及等離子體蝕刻版。

## 環境影響
四氟化碳是一種造成溫室效應的氣體。它非常穩定，可以長時間停留在大氣層中，是一种非常强大的溫室氣體。它在大氣中的壽命約為50,000年，全球增溫(全球暖化)係數是6,500（二氧化碳的係數是1）。雖然結構与氟氯烃相似，但四氟化碳不會破坏臭氧層。這是因為導致臭氧层破坏的是氟氯烃中的氯原子，它被紫外線輻射擊中時會分離。碳-氟鍵比較強，因此分離的可能性比较低。

## 安全
吸入四氟化碳的后果与濃度有关，包括頭痛、噁心、頭昏眼花及心血管系統的破壞（主要是心臟）。長時間接觸會导致严重的心臟破壞。
四氟化碳的密度比較高，可以塡滿地面空間範圍，在不通風的地方會導致窒息。